# Mario Kienzl
Mario Kienzl (Graz, 19 dicembre 1983) è un allenatore di calcio ed ex calciatore austriaco, di ruolo centrocampista.

## Palmarès

### Club

#### Competizioni nazionali
- Campionato austriaco: 1

Sturm Graz: 2010-2011
- Coppa d'Austria: 1

Sturm Graz: 2009-2010